# 劉清港
劉清港（1885年4月16日—1930年4月9日）是臺灣三峽地區第一位臺灣人公醫，並兼任庄協議會議員。父李金印，母劉水，隨母姓，為臺灣美術家李梅樹的兄長。

## 生平
劉清港出生在臺灣清治時期淡水縣海山堡三角湧街（今新北市三峽區），是家中長子。其父李金印入贅劉家，故劉清港遂從母性。李金印從事米糧及日常用品之買賣，於當時新莊、艋舺、大稻埕經商，同時也經營土礱間，並藉由賺得的錢買土地，成為三峽地區的大地主。
劉清港10歲的時候，因甲午戰爭清朝戰敗，臺灣被割讓給日本，總督府來臺後進行教育改革，陸續設辦小、公學校。劉清港於16歲，1900年（明治33年）三角湧公學校（今三峽國小）成立後隨即入學。。
1905年，劉清港以優異成績考入台灣總督府醫學校（今臺灣大學醫學院），專攻診斷學、內科學。當時劉清港的診斷學、內科學、外科各論、眼科學等科目筆記皆以毛筆書寫，現今仍留存。在1910年4月畢業後任職臺灣總督府基隆醫院勤務，之後任職三井合名會社臺灣出張所大豹派出員附屬醫院醫務囑託。1912年離職，並於三角湧八十二番地開設當地第一間西醫院「保和醫院」。

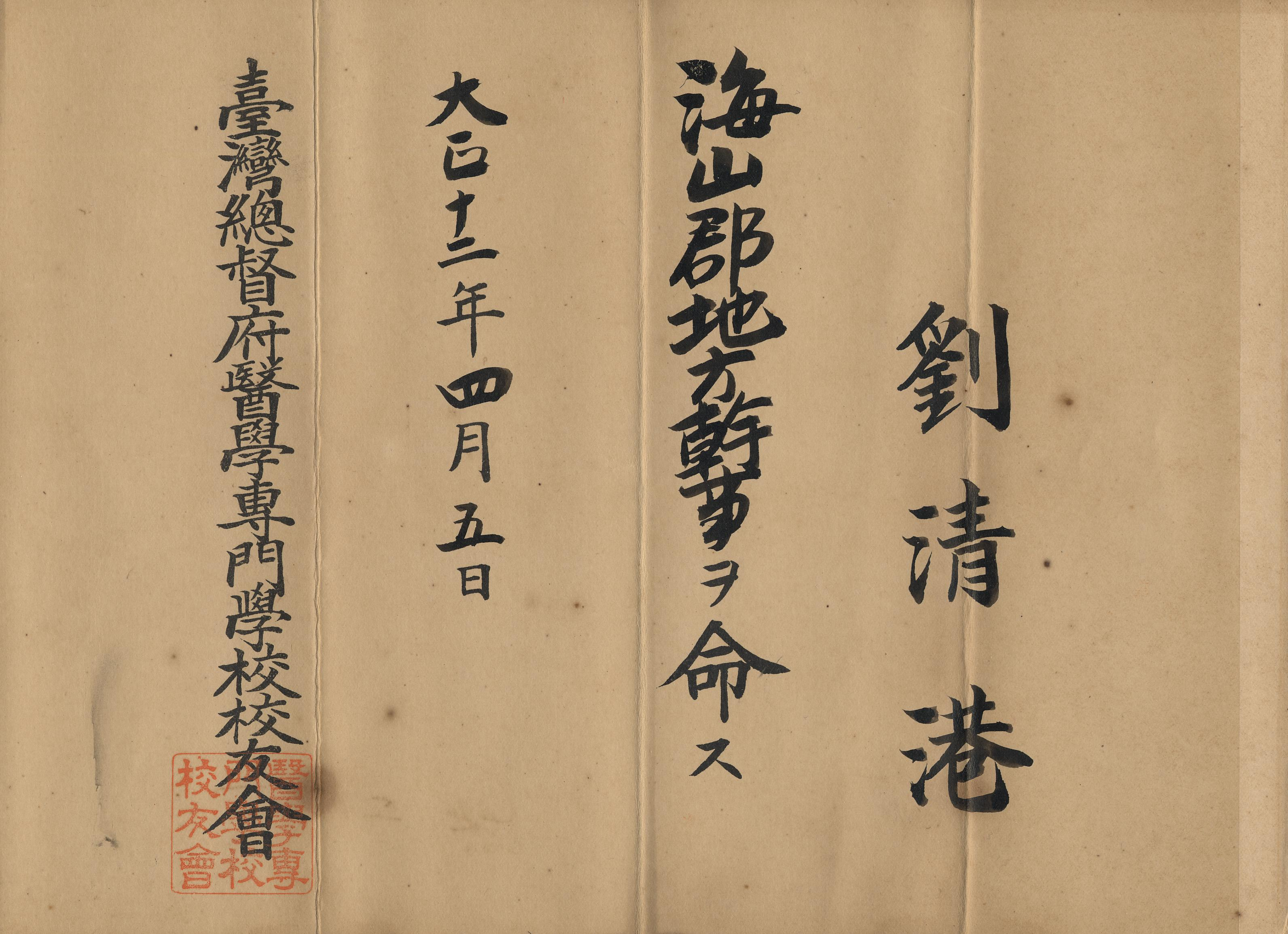
1923年劉清港出任海山郡（今新北市西南部及桃園市北部多個行政區）地方幹事的委任狀。

鑑於當時臺灣傳染病相當盛行，劉清港除了在總督府醫學校時鑽研傳染病外，更在1918年赴日本東京進修，參加大日本私立衛生會的講習，跟隨當時日本的傳染病專家北里柴三郎進修。
1920年，大嵙崁（今大溪區）的公醫尻田實請辭，三角湧（今三峽區）公醫桑原太四郎轉調大嵙崁（今大溪區）接替其職位，臺灣總督府因而改任命劉清港接任三角湧公醫，同時也是三峽第一位台灣人公醫，也以此身分歷任第一至第五屆庄協議會議員。由於公醫不需到特定地點上班，所以他平時仍然在保和醫院執業，後接受台灣總督府任命，擔任三峽小學校、三峽公學校、尖山公學校、樹林公學校、柑園公學校、成福公學校等六個學校的校醫，定期做眼睛、牙齒、寄生蟲等方面的檢查與治療工作。因當時醫生不多，劉清港也兼負外科手術、接生、救治傷患等任務，並親自到病患家中診療，更提供免費醫療券來服務民眾。
除了醫療事業外，曾為當時三峽社會教化組織同風會會員的劉清港，也熱心從事地方公益與社會援助事業。
在閒暇之時，其最大的興趣為音樂，曾經購入手搖式唱機和收音機，還創立三角湧青年音樂團。
1930年（昭和5年）4月9日因病過世，得年44歲，逝世時尚身兼公醫與庄協議會議員兩職。

## 家族
- 父：李金印
- 母：劉水
- 姐：李螺（與陳義方結婚）
- 弟：李梅樹（與林粒結婚）
- 妹：劉緞（與陳清源結婚）
- 妻：劉江柿
- 子女
  - 長子：劉山田（與劉曾妹結婚）
  - 次子：劉山溪（與劉陳雪金結婚）

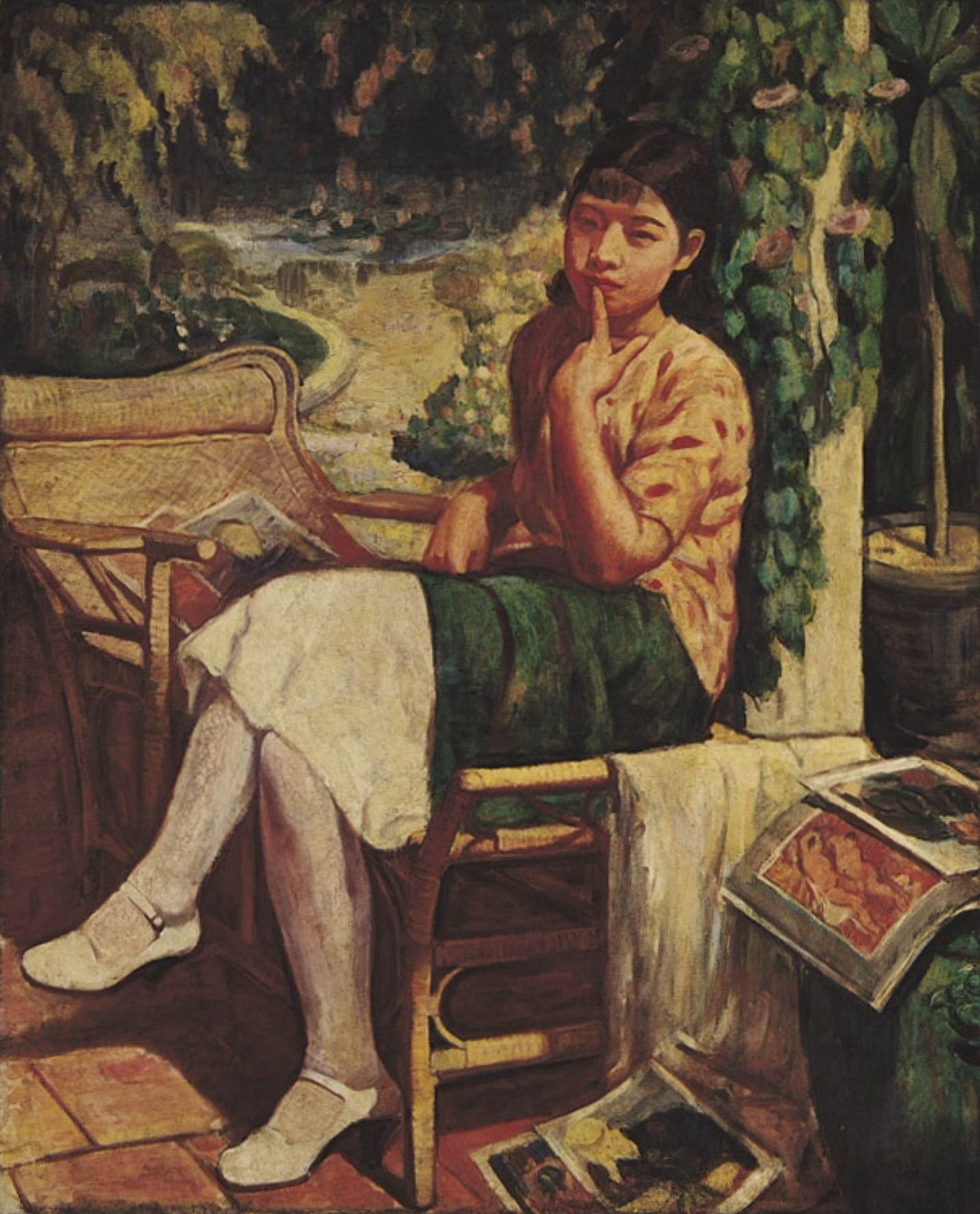
李梅樹畫作《小憩之女》中的劉曾妹

  - 長女：劉春，後改名為林劉春（與林平棟結婚）

在家族當中，劉清港與其弟李梅樹的感情甚佳，李梅樹於其自傳《八一自述》中曾提及：「可能是受先兄生前一直期望我能在政治方面有所發揮的意念所影響，因此，雖然以繪畫為我一生職志，但也一直熱心參與地方自治、美術運動、美術教育等工作，個中艱辛與困擾，固然所在都有，但總算也盡了最大心力，差堪告慰先兄在天之靈，而俯仰無愧了。」
1928年李梅樹前往東京求學，劉清港也給了他相當大支持，不但資助其赴日，還承諾照顧其妻兒。李梅樹的知名畫作「小憩之女」，主角便是劉清港長兒媳婦劉曾妹，兄弟之間的感情從此也可見一二。
劉清港別世時，李梅樹曾忍不住傷心地說：「父親死時我不會煩惱，但大哥死時，我差一點亦得要死。」
1990年，「劉清港醫師李梅樹教授昆仲紀念館」開辦，收藏劉清港生前行醫用品、筆記及衣物等；1995年該館遷往別處並更名「李梅樹紀念館」後，劉清港相關文物則轉藏於 1993 年開辦的「李梅樹教授紀念文物館」。

## 年表

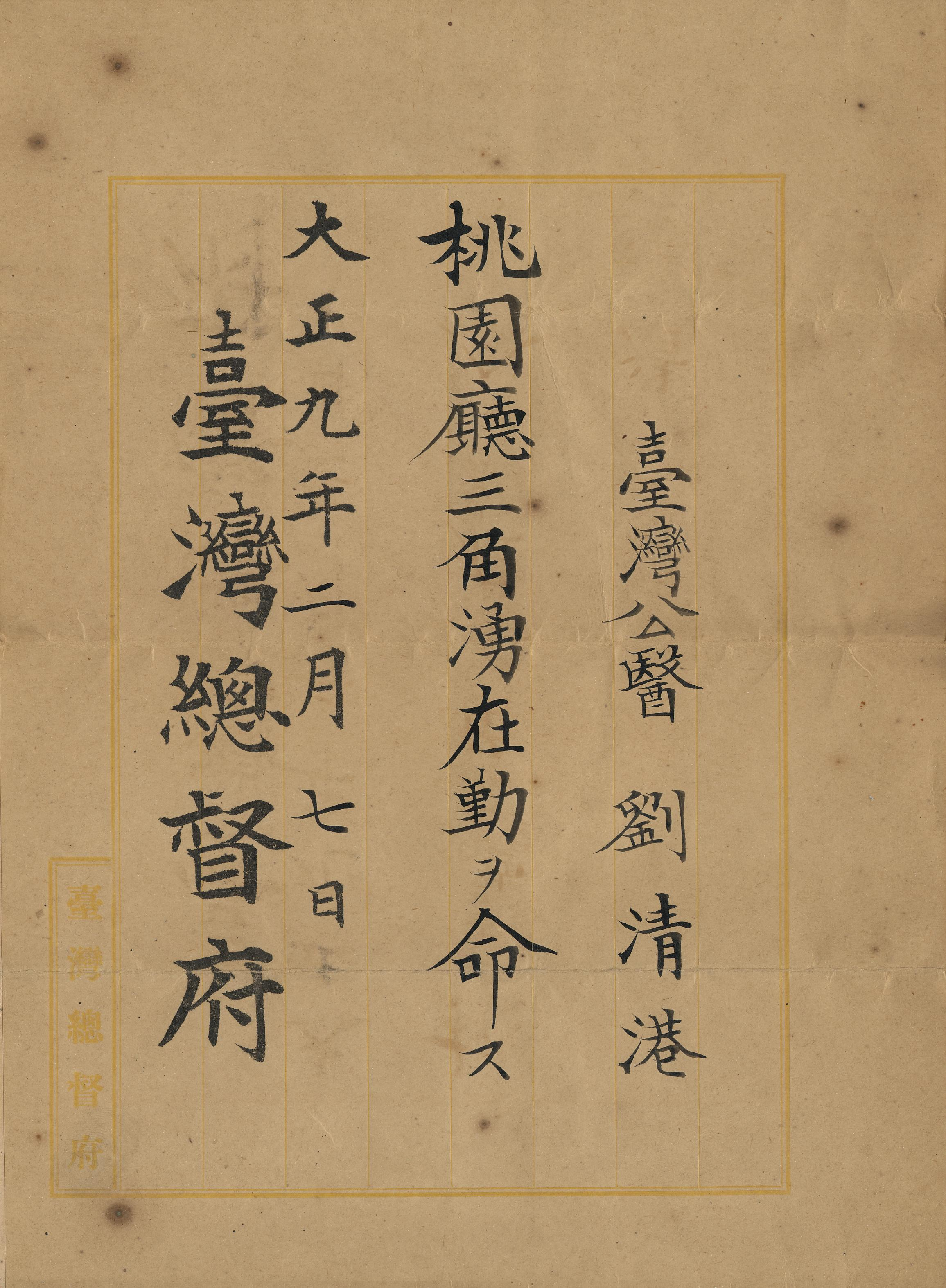
大正九年(1920)臺灣總督府任命劉清港擔任桃園廳三角湧公醫一職，成為三角湧地區第一位臺灣人公醫。

1885年，4月16日出生於淡水縣海山堡三角湧街，父李金印，母劉水，隨母姓。幼入私塾修習漢學。
1900年，16歲開始接受日本教育，入三角湧公學校就讀。
1905年，考入台灣總督府醫學校。
1910年，4月，自醫學校畢業，在台灣總督府基隆醫院服務。
1911年，2月領受醫業免許証，4月辭去基隆醫院職務，5月，任三井合名會社臺灣出張所大豹派出員附屬醫院醫務囑託。
1912年，6月返回三峽，在三角湧街開設保和醫院。
1917年，當選三峽信用組合監事。與劉江柿結婚，生有一女，名為劉春。
1918年，前往日本東京參加大日本私立衛生會講習。
1920年，2月7日被任命台灣公醫，4月擔任三峽尋常小學校與三峽、成福、尖山、柑園、樹林公學校之校醫。
1921年，5月以公醫身份歷任第一至第五屆三峽庄協議會議員，直至1930年。
1923年，5月被任命為海山郡地方幹事。
1930年，4月9日因病去世，享年46歲。
2018年11月13日，國立臺北大學、李梅樹教授紀念文物館、李梅樹紀念館等單位共同舉辦「懸壺濟世 福造桑梓─劉清港醫師特展」。

## 相關外部連結
- 李梅樹紀念館